# La Sauvagère
La Sauvagère település Franciaországban, Orne megyében. Lakosainak száma 1000 fő (2018. január 1.). La Sauvagère Le Ménil-de-Briouze községgel határos.

## Népesség
A település népességének változása:
| Lakosok száma | 540  | 529  | 514  | 722  | 835  | 942  | 994  | 1840 | 1014 | 1000 |
|               | 1962 | 1968 | 1975 | 1990 | 1999 | 2008 | 2013 | 2016 | 2017 | 2018 |